# Thomasia macrocalyx
Thomasia macrocalyx är en malvaväxtart som beskrevs av Ernst Gottlieb von Steudel. Thomasia macrocalyx ingår i släktet Thomasia och familjen malvaväxter. Inga underarter finns listade i Catalogue of Life.